# Sterren Op Het IJs
Sterren Op Het IJs is de opvolger van het programma Dancing on Ice, de schaatswedstrijd tussen bekende Vlamingen en Nederlanders. Anders bij deze editie is dat dit keer uitsluitend bekende Vlamingen deelnemen en dat de nadruk vooral ligt op het showelement in samenwerking met Holiday on Ice. Sterren Op Het IJs is gebaseerd op Skating with Celebrities uit Amerika. In Nederland heeft men Sterren Dansen op het IJs. Sterren Op Het IJs liep van 26 september 2007 tot 5 december 2007 op VTM.

## Presentatie
- Francesca Vanthielen
- Sergio

## Jury
- Katrien Pauwels
- Corey Lapaige
- Joan Haanappel
- Michiel Das

## Deelnemers
| Bekende Vlaming      | Beroep                                        | Schaatspartner        | Skate off verloren van                               | Uitschakeling                  | Eindranking | Kijkcijfers |
| -------------------- | --------------------------------------------- | --------------------- | ---------------------------------------------------- | ------------------------------ | ----------- | ----------- |
| Dean Delannoit       | Zanger / Idool 2007                           | Imola Antal           | -                                                    | -                              | Winnaar     |             |
| Katerine Avgoustakis | Zangeres / Winnares Star Academy              | Sacha Blanchet        | Dean Delannoit                                       | 5 december 2007                | 2de plaats  | 1 075 200   |
| Stoffel Bollu        | Acteur                                        | Lindsey Woolstencroft | Katerine Avgoustakis                                 | 30 november 2007               | 3de plaats  | 1 006 700   |
| Vital Borkelmans     | Voetballer                                    | Rebekkah Breen        | Stoffel Bollu                                        | Plaatsvervanger Greet Rouffaer | -           | 1 059 000   |
| Greet Rouffaer       | Actrice                                       | Trent Nelson-Bond     | Verlaat de show voortijdig wegens 10 gebroken ribben | 18 november 2007               | 4de plaats  |             |
| Anneleen Liégeois    | Actrice / Presentatrice / Zangeres            | Gabor Balint          | Stoffel Bollu                                        | 16 november 2007               | 5de plaats  | 994 200     |
| Tanja Dexters        | Zangeres / Model / Miss België 1998           | Nicholas Keagan       | Anneleen Liégeois                                    | 9 november 2007                | 6de plaats  |             |
| Vital Borkelmans     | Voetballer                                    | Florentine Houdinière | Katerine Avgoustakis                                 | 2 november 2007                | 7de plaats  | 902 400     |
| Daniëlla Somers      | Ex-boksster                                   | Dennis Bryan          | Anneleen Liégeois                                    | 26 oktober 2007                | 8ste plaats |             |
| Dirk Tieleman        | Journalist                                    | Emma Brian            | Anneleen Liégeois                                    | 19 oktober 2007                | 9de plaats  | 875 000     |
| Ronny Daelman        | Acteur                                        | Rebekkah Breen        | Tanja Dexters                                        | 12 oktober 2007                | 10e plaats  | 856 100     |
| Leen Demaré          | Radiopresentatrice                            | Jonathan Toman        | Daniëlla Somers                                      | 5 oktober 2007                 | 11de plaats | 848 000     |
| Davy Brocatus        | Choreograaf / jurylid Sterren op de Dansvloer | Molly Olson           | Katerine Avgoustakis                                 | 28 september 2007              | 12de plaats | 1 011 200   |